# Hyperusia muscoides
Hyperusia muscoides är en tvåvingeart som beskrevs av Hesse 1938. Hyperusia muscoides ingår i släktet Hyperusia och familjen svävflugor.
Artens utbredningsområde är Namibia. Inga underarter finns listade i Catalogue of Life.